# Eurymorion nobile
Eurymorion nobile är en spindelart som först beskrevs av Alfred Frank Millidge 1991.  Eurymorion nobile ingår i släktet Eurymorion och familjen täckvävarspindlar. Inga underarter finns listade i Catalogue of Life.